# Самарська ТЕЦ
Самарська ТЕЦ — теплова електростанція у Самарській області Росії.
В 1975—1985 роках на майданчику ТЕЦ ввели в дію п'ять парових котлів виробництва Барнаульського котельного заводу типу БКЗ-420-140НГМ продуктивністю по 420 тонн пари на годину. Вироблена ними пара живила чотири парові турбіни:
- введену в 1975-му одну турбіну Ленінградського металічного заводу типу ПТ-60-130/13 потужністю 60 МВт;
- запущені в 1976—1978 роках три турбіни від Уральського турбінного заводу типу три Т-110/120-130-3 потужністю по 110 МВт.

Ще в 1972-му на майданчику ТЕЦ запустили перший водогрійний котел. У підсумку до 1993-го тут встановили три водогрійні котли Бійського котельного заводу типу ПТВМ-100 продуктивністю по 100 Гкал/год та п'ять водогрійних котлів Барнаульского котельного заводу типу КВГМ-180 продуктивністю по 180 Гкал/год.
В 2002 році на ТЕЦ перемістили парову турбіну виробництва Уральського турбінного заводу типу Р-50-130, яка в 1960-х роках була запущена на Новокуйбишевській ТЕЦ-2, а перед переміщенням до Самари близько десяти років перебувала на консервації. Як наслідок, електрична потужність ТЕЦ досягнула 440 МВт при тепловій у 1954 Гкал/год.
Як паливо станція споживає природний газ, що може надходити в район Самари по трубопроводах Оренбург – Самара, Похвістнєво – Самара та Мокроус — Самара.
Для видалення продуктів згоряння призначені дві труби заввишки 180 метрів та 240 метрів.
Видача продукції відбувається по ЛЕП, що працюють під напругою 110 кВ.